# 国際連合安全保障理事会決議58
国際連合安全保障理事会決議58（こくさいれんごうあんぜんほしょうりじかいけつぎ58、英: United Nations Security Council Resolution 58, UNSCR58）は、1948年9月28日に国際連合安全保障理事会で採択された決議。スイス連邦が国際司法裁判所（ICJ）に加わったにもかかわらずまだ国連の加盟国ではないことに関して、理事会は勧告を行うよう求めた。

## 概要
理事会は、スイスをはじめ、同様の立場にある国に、新メンバーの指名や選挙など、ICJに関する総会のすべての要素への参加を認めるよう勧告した。
また、このような国には、裁判所の経費を拠出する分担金の支払いを求め、それを怠った場合には（総会で正当と認められた理由がある場合を除き）、残額が支払われるまでいかなる形でも総会に参加することができないようにすることを勧告した。
理事会の議長は、決議がいずれの国からの異議もない限り、全会一致で採択されたと述べた。

## 詳細
以下はその和訳。
1946年12月11日、国連憲章第93条第2項に基づき総会が提示した条件を遵守したことにより、スイス連邦は国際司法裁判所規程の当事者となったこと、
また総会は次の会期で裁判所のメンバーの選挙を行わなければならないが、その結果、安全保障理事会は総会に対し、裁判所の規約第4条第3項に規定された勧告を行うことになることを受けて、
安全保障理事会は、国際司法裁判所の規約の当事者であるが国際連合に加盟していない国家に関係する事項について、総会に対し、国際司法裁判所の規約の当事者であるが国際連合に加盟していない国家がその委員の選出に参加できる条件を次のように決定することを勧告する。
1. このような国は、総会による選挙のための候補者の指名を規定する規約の規定に関して、国際連合の加盟国と同等の立場に立つものとする。
2. このような国は、総会において、国際連合の加盟国と同一の方法で裁判所の構成員の選挙に参加しなければならない。
3.このような国は、裁判所の経費に対する拠出金を滞納しているときは、総会において、その滞納額が過去二年間のその国の拠出金の額と等しいかこれを超えるときは、裁判所の構成員の選挙に参加しない。それでも、総会は、その国の管理できない状況による滞納であると認めるときは、その国の選挙への参加を認めることができる（憲章第19条参照）。